# Temple protestant de Quissac
Le temple protestant de Quissac est un édifice religieux qui se situe à Quissac, dans le département du Gard. La paroisse est rattachée à l'Église protestante unie de France.

## Histoire
Construit par l'architecte Fauquier en 1831. Sa façade s'élève comme un temple grec, avec un péristyle à six colonnes doriques cannelées, sans base. En 1840 sont ajoutés une tribune et un orgue.
Il est inscrit monument historique par arrêté du 30 janvier 2012.